# 蒙特克里斯托國家公園
14°26′31″N 89°19′32″W / 14.44194°N 89.32556°W

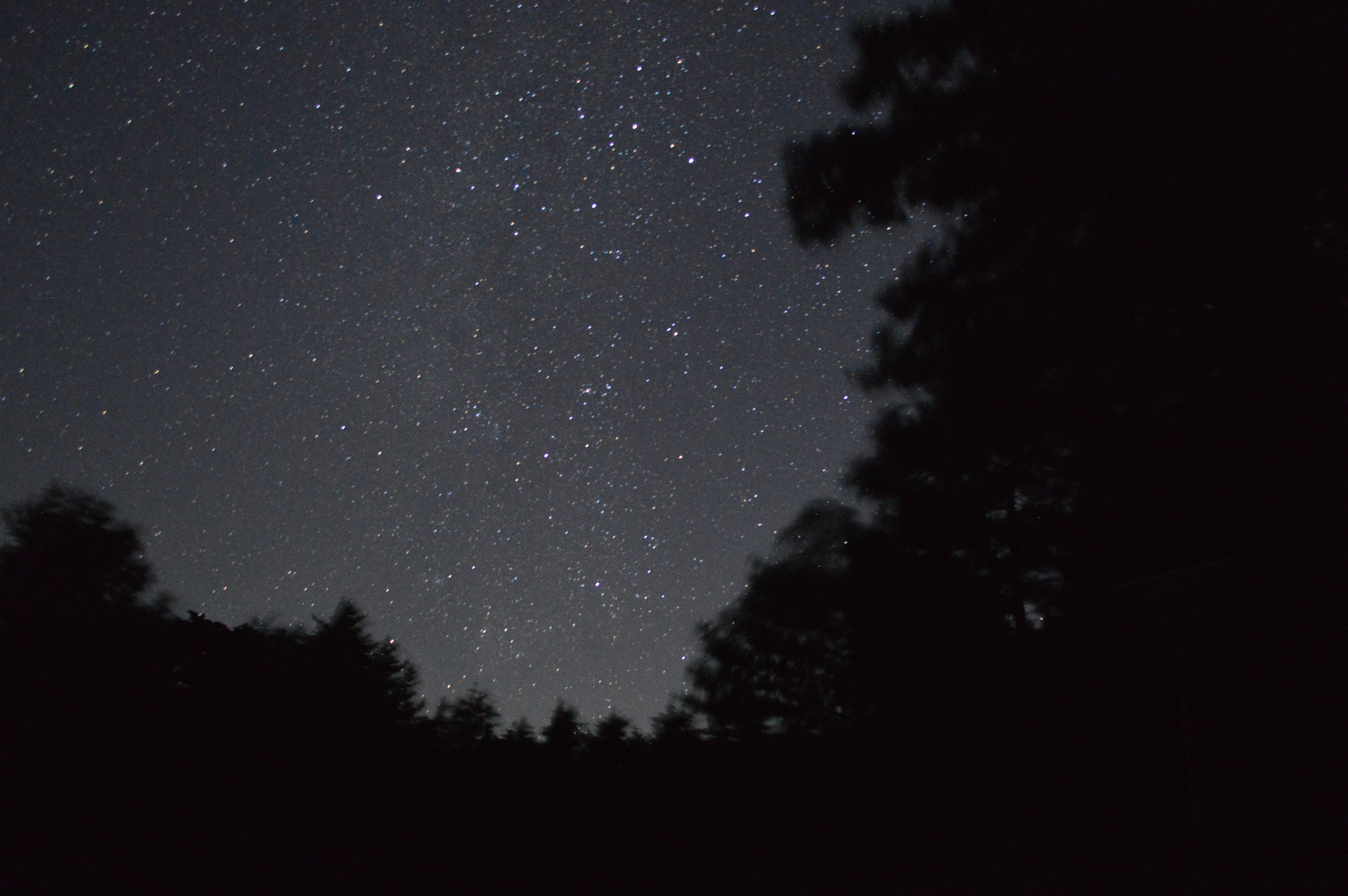

蒙特克里斯托國家公園是薩爾瓦多的國家公園，位於該國西北部聖安娜省，始建於1987年11月18日，面積19平方公里，有南美小麝鼩、豪豬、白尾鹿等野生動物棲息。